# Hechos anteriores a la Segunda Guerra Mundial en Asia
A pesar de ser nominalmente una democracia parlamentaria, el Ejército y la Marina de Japón eran dirigidos por los ministros de Guerra y Marina (que debían ser obligatoriamente generales o almirantes retirados o activos), los cuales no estaban sujetos a la autoridad del Primer Ministro, sino directamente a la del Emperador. De las 29 personas que recibieron el cargo de Primer Ministro durante el periodo 1885 - 1945, 15 eran almirantes o generales retirados o activos (durante el período 1932 - 1945 fueron 8 de 11).
Esta anómala situación, combinada con el paso de un ejército permanente a otro reclutado (lo que obligaba a dar instrucción militar a todos los jóvenes del país), favoreció la progresiva militarización de la sociedad japonesa; el ejército y la marina, escasamente controlados por el poder civil, definían sus propios objetivos y se peleaban por los recursos presupuestarios disponibles, pero ambos coincidían en su desprecio a la clase política. Se formaron grupos de opinión enfrentados dentro de las fuerzas armadas que llevaban una "política paralela" a la del gobierno. Japón, un conjunto de islas con gran cantidad de población pero falta de recursos naturales, entró en el siglo XX con el firme propósito de imitar el sistema económico de las potencias occidentales, incluyendo el colonialismo, como forma de mantener su propio desarrollo, y volvió sus ojos hacia el continente asiático.
En 1894 Japón, que ya hacía tiempo que se disputaba la península de Corea con el Imperio Chino, inició la Primera Guerra Sino-japonesa con un ataque sorpresa. Para sorpresa de todos, el pequeño Imperio de Japón aplastó a las fuerzas del mastodóntico Imperio Chino, forzando un tratado de paz que le supuso la concesión de Taiwán, de las Islas Pescadores y de Liao-dong. La Rusia Imperial intentó limitar el dominio local de la emergente potencia: subvencionó el pago de las deudas de guerra chinas con Japón y, apoyada por Alemania y Francia, humilló a Tokio e impuso la restitución de Liao-dong a China.
Rusia y Japón se vieron desde ese momento implicadas en la lucha por la influencia en la parte noroeste de China. Rusia obtuvo la concesión para la construcción del ferrocarril Transmanchuriano, y aumentó su presencia militar en el sector con la creación de una base naval en Port Arthur, en la parte sur de la península de Liao-dong. La política rusa se encaminaba a desarrollar su influencia sobre toda Manchuria y Corea. Japón se inquietó e intentó en un principio negociar una repartición de áreas de influencia en Manchuria, aunque sin éxito. De modo que en 1904 la Marina Imperial Japonesa atacó y destruyó (de nuevo sin previa declaración de guerra) la flota rusa estacionada en Port Arthur. Japón estaba bien preparado, dominaba los mares de la zona en conflicto y sus bases estaban cerca de la zona. Por el contrario, Rusia estaba minada por tensiones internas, dirigida en el este por un mando incompetente e incapaz de asegurar un enlace eficaz con el oeste, ya que el Transiberiano era su única vía terrestre, por lo que no pudo plantar cara. La Guerra Ruso-japonesa terminó en 1905 con un armisticio que humilló a Rusia y dejó Liao-dong en manos de Japón, junto con la mitad meridional de la isla Sajalín y la preeminencia absoluta sobre Corea. En 1914, Japón declaró la guerra a Alemania, consiguiendo al final de la Primera Guerra Mundial las posesiones alemanas del Océano Pacífico septentrional.
En la década de los 30 la posición política de los militares en Japón era cada vez más dominante. El poder político estaba controlado por los grupos de presión dentro del Ejército y la Armada, hasta el punto de que ocurrieron varios golpes de estado y atentados por parte de cadetes y oficiales jóvenes del Ejército y la Marina contra ministros y altos cargos que estorbaban los intereses de las camarillas militares. Estas acciones llegaron a costar la vida incluso de un Primer Ministro en 1932, lo que supuso el final a todos los efectos de cualquier intento de controlar al ejército desde el gobierno: la clase política era consciente de que simplemente emitir en público una opinión desfavorable hacia las fuerzas armadas significaba arriesgarse a morir a manos de un ultranacionalista en un arranque de patriotismo.
En 1931, usando como casus belli unos supuestos incidentes transfronterizos, Japón invadió Manchuria, que convirtió en 1932 en Manchukuo, estado independiente bajo protectorado japonés, junto con Jehol. Las críticas internacionales por esta acción llevaron a Japón a retirarse de la Sociedad de Naciones al año siguiente. En 1937, necesitado de recursos naturales y aprovechando la debilidad china provocada por la guerra civil entre comunistas y republicanos, Japón inició la Segunda Guerra Sino-japonesa, y ocupó la parte noreste de ese país. Los Estados Unidos de América y Gran Bretaña reaccionaron en apoyo del Kuomintang concediéndole créditos, ayuda militar encubierta, pilotos y aeroplanos, y también levantando embargos cada vez mayores contra Japón de materias primas y petróleo (su comercio exterior llegó a caer en un 75%, mientras que las importaciones de petróleo lo hicieron en un 89%).